# Диметиланилин
Диметиланилин (N,N-диметиланилин) — органическое соединение, принадлежащее классу третичных аминов. Формально является производным аммиака, в котором атомы водорода замещены на фенильный и два метильных радикала.

## Физические свойства
Бесцветная или желтоватая жидкость с неприятным аминным запахом слаборастворимая в воде (1—2 %), но растворяется в большинстве органических растворителей, например, метаноле, этиловом спирте, диэтиловом эфире, ацетоне и бензоле. При хранении на свету и доступе воздуха темнеет.
Кипит при 194 °C и атмосферном давлении.

## Химические свойства
Слабое основание pKb=5,06 (25°C, вода), слабее диметиламина (pKb=3,23) из-за эффекта сопряжения с фенильной группой, но значительно сильнее анилина (pKb=9,40) из-за индуктивного эффекта двух метильных групп (электронодоноры). Образует соли с сильными минеральными кислотами. Соль с йодоводородной кислотой может быть использована для очистки диметиланилина.
Нитрозируется в пара-положение. Под действием фосгена образует кетон Михлера. Под действием алкилирующих агентов кватернизуется, например под действием метилового эфира p-толуолсульфокислоты.

## Методы синтеза
Реакцией анилина с метилирующими агентами, например метилиодидом, как и был впервые получен Гофманом (A. W. Hofmann) в 1850-м году:
C6H5NH2 + 2 CH3I → C6H5N(CH3)2 + 2 HI
или диметилсульфатом. Также используется реакция анилина с метиловым спиртом в присутствии серной кислоты при нагревании до 210 °C и под давлением до 30 атмосфер.
C6H5NH2 + 2 CH3OH → C6H5N(CH3)2 + 2 H2O

## Применение
Применяется в производстве полиэфирных смол и в органическом синтезе, особенно в синтезе красителей. Например, малахитового зелёного, метиленового синего, кристаллического фиолетового (кристал-виолет). Также используется для производства тетрила (взрывчатое вещество).

## Токсическое действие
Действие на человека аналогично анилину. N,N-Диметиланилин попадает в организм как при вдыхании паров, так и через неповреждённую кожу. ЛД50 145 мг/кг (крысы, перорально). Довольно горюч (температура вспышки 63°C).
Температура самовоспламенения 400°C.
ПДК 0,2 мг/м³. Класс опасности — 2.